# Ed Viesturs
Ed Viesturs (ur. 22 czerwca 1959) – amerykański himalaista, zdobywca Korony Himalajów. Na wszystkie ośmiotysięczniki wszedł bez użycia butli z tlenem.

## Zdobyte ośmiotysięczniki
- 18 maja 1989 – Kangczendzonga
- 8 maja 1990 – Mount Everest
- 16 sierpnia 1992 – K2
- 16 maja 1994 – Lhotse
- 6 października 1994 – Czo Oju
- 18 maja 1995 – Makalu
- 4 lipca 1995 – Gaszerbrum II
- 15 lipca 1995 – Hidden Peak
- 9 lipca 1997 – Broad Peak
- 22 kwietnia 1999 – Manaslu
- 4 maja 1999 – Dhaulagiri
- 30 kwietnia 2001 – Sziszapangma
- 23 czerwca 2003 – Nanga Parbat
- 12 maja 2005 – Annapurna